# Хоссейн Саламі
Хоссейн Саламі́ (перс. حسین سلامی; 1960 — 13 червня 2025) — іранський військовий, генерал-майор, головнокомандувач Корпусу вартових ісламської революції (КВІР) (2019—2025).

## Ранні роки
Саламі народився в 1960 році в Гольпайегані в провінції Ісфахан, Іран. У 1978 році вступив на факультет машинобудування Іранського університету науки і техніки. З початком ірано-іракської війни вступив до лав КВІР. Після війни продовжив навчання і отримав ступінь магістра оборонного менеджменту.

## Обов'язки
- Начальник Командно-штабного університету КВІР (1992—1997)
- Заступник з оперативних питань Об'єднаного штабу КВІР (1997—2005)
- Командувач Військово-повітряними силами КВІР (2005—2009)
- Професорсько-викладацький склад Вищого національного університету оборони
- Заступник командувача Корпусу вартових ісламської революції (2009—2019)
- Верховний головнокомандувач КВІР (2019—2025)

## Особисте життя
Брат Саламі, Мостафа Саламі, є старшим офіцером збройних сил. Він також є керівником будівельного штабу Хатам-аль-Анбія.

## Санкції
Генерал-майор Хосейн Саламі був командувачем Корпусу вартових ісламської революції, який займається розробкою іранської програми безпілотних літальних апаратів (БПЛА), а також передачу БПЛА за кордон. У цій ролі генерал-майор Хосейн Саламі відповідав за оборонну співпрацю, пов'язану з БПЛА, включаючи постачання БПЛА до Російської Федерації для їх використання в агресивній війні проти України.

### Погляди
Саламі виділявся серед командирів Корпусу вартових Ісламської революції своїми полум'яними та агресивними промовами, спрямованими проти США, Ізраїлю та Саудівської Аравії.
У січні 2019 року Саламі заявив: «Ми будемо боротися з ними на глобальному рівні, а не тільки в одному місці. Наша війна — це не локальна війна. У нас є плани перемогти світові держави».

## Смерть
Ліквідований армією Ізраїлю 13 червня 2025 року під час операції «Висхідний лев».